# كريستين نيلسن
كريستين نيلسن (بالألمانية: Christiane Nielsen)‏ هي ممثلة ألمانية، ولدت في 10 سبتمبر 1936 بفورتسبورغ في ألمانيا، وتوفيت في 8 أبريل 2007 بفرانكفورت في ألمانيا.

## وصلات خارجية
- كريستين نيلسن على موقع IMDb (الإنجليزية)
- كريستين نيلسن على موقع ألو سيني (الفرنسية)
- كريستين نيلسن على موقع أول موفي (الإنجليزية)
- كريستين نيلسن على موقع قاعدة بيانات الفيلم (الإنجليزية)
- كريستين نيلسن على موقع كينوبويسك (الروسية)